# Генрикув (Груєцький повіт)
Генрикув (пол. Henryków) — село в Польщі, у гміні Хинув Груєцького повіту Мазовецького воєводства.
Населення — 52 особи (2011).
У 1975-1998 роках село належало до Радомського воєводства.

## Демографія
Демографічна структура станом на 31 березня 2011 року:
|          | Загалом | Допрацездатний вік | Працездатний вік | Постпрацездатний вік |
| -------- | ------- | ------------------ | ---------------- | -------------------- |
| Чоловіки | 36      | 7                  | 22               | 7                    |
| Жінки    | 16      | 1                  | 11               | 4                    |
| Разом    | 52      | 8                  | 33               | 11                   |